# Ice Age 4: På gyngende grund
Ice Age 4: På gyngende grund (originaltitel: Ice Age: Continental Drift) er en amerikansk 3-D computer-animeret film instrueret af Steve Martino og Mike Thurmeier fra 2012. Det er den fjerde film i Ice Age-serien og den er produceret af Blue Sky Studios og distribueret af 20th Century Fox.

## Stemmer
| Rolle        | Engelsk            | Dansk                 |
| ------------ | ------------------ | --------------------- |
| Manfred      | Ray Romano         | Thomas Mørk           |
| Sid          | John Leguizamo     | Jens Andersen         |
| Diego        | Denis Leary        | Michael Carøe         |
| Ellie        | Queen Latifah      | Ellen Hillingsø       |
| Crash        | Sean William Scott | Timm Vladimir         |
| Eddie        | Josh Peck          | Gordon Kennedy        |
| Kaptajn Grum | Peter Dinklage     | Kasper Leisner        |
| Besse        | Wanda Sykes        | Gunvor Reynberg       |
| Fersken      | Keke Palmer        | Sarah-Sofie Boussnina |
| Shira        | Jennifer Lopez     | Helle Fagralid        |
| Scrat        | Chris Wedge        |                       |
| Walter       | Aziz Ansari        |                       |
| Ethan        | Drake              |                       |
| Louis        | Matt Bennett       |                       |
| Steffie      | Nicki Minaj        |                       |
| Siren        | Ester Dean         |                       |
| Eunice       | Joy Behar          |                       |
| Flynn        | Nick Frost         |                       |
| Katie        | Heather Morris     |                       |
| Louis        | Josh Gad           |                       |
| Sids far     | Alan Tudyk         |                       |
| Gupta        | Kunal Nayyar       |                       |
| Silas        | Alan Chabat        |                       |
| Raz          | Rebel Wilson       |                       |